# Tekken no machi
Tekken no machi è un film del 1947 diretto da Kōzō Saeki.
Il titolo originale è traducibile con "La via del pugno di ferro": la pellicola è inedita in Italia.